# Mocidade Alegre de São Leopoldo
GRECES Mocidade Alegre de São Leopoldo é uma escola de samba do carnaval de São Bernardo do Campo. Fundada em 22 de março de 1998, sua sede se encontra no bairro Jordanópolis. Possui uma comunidade unida para realizar a confecção das fantasias e alegorias. A entidade é hexacampeã do grupo principal no período de 2008 a 2013; além dos seis títulos consecutivos foi também campeã do mesmo grupo em 2004.

## Enredos
| Ano  | Colocação   | Grupo      | Enredo                                                                                     | Ref.                 |
| ---- | ----------- | ---------- | ------------------------------------------------------------------------------------------ | -------------------- |
| 2000 |             | Pleiteante | Um futuro Chamado Brasil                                                                   |                      |
| 2001 | Campeã      | II         | Encanto e Magia                                                                            | [ 1 ]                |
| 2002 |             | I          | Recordar é Viver                                                                           | [ 2 ]                |
| 2003 | Vice-campeã | II         | Um Dois Feijão com Arroz                                                                   | [ 3 ]                |
| 2004 | Campeã      | I          | Maravilha Bela                                                                             | [ 3 ] [ 4 ]          |
| 2005 | Vice-campeã | I          | São Bernardo - O Raiar da Serra do Mar                                                     | [ 5 ]                |
| 2006 | Vice-campeã | I          | Sete - Mistério e Magia                                                                    | [ 6 ]                |
| 2007 | Vice-campeã | I          | Assombrações Vem Bailar                                                                    |                      |
| 2008 | Campeã      | I          | O Planeta está com Febre, e o Remédio é a Consciência, Lutem Contra o Aquecimento Global.  | [ 7 ] [ 8 ] [ 9 ]    |
| 2009 | Campeã      | I          | Gigante És Tu Meu Brasil, Minha Terra, Meu Tesouro                                         | [ 10 ] [ 11 ]        |
| 2010 | Campeã      | I          | De joelhos ou de pé, São Leopoldo nos caminhos da fé                                       | [ 12 ] [ 13 ]        |
| 2011 | Campeã      | I          | Abram-se as cortinas para o Amazonas um fascinante eldorado brasileiro                     | [ 14 ] [ 15 ]        |
| 2012 | Campeã      | I          | Da grande explosão, a criação da vida, impérios, sonhos, ambição e conquista               | [ 16 ] [ 17 ] [ 18 ] |
| 2013 | Campeã      | I          | Um canto para a África – o esplendor de uma raça                                           | [ 19 ] [ 20 ] [ 21 ] |
| 2014 | 5º lugar    | I          | Chega, Venha cá, Vamos Pernambucar!                                                        | [ 22 ] [ 23 ]        |
| 2015 | 3º lugar    | I          | Educação é ir além                                                                         | [ 24 ] [ 25 ]        |
| 2016 | 3º lugar    | I          | Da descoberta dos aromas as essências que fascinam, São Leopoldo espalhando perfume no ar! | [ 26 ]               |
| 2017 | -           | -          | Não houve Desfiles na Cidade de São Bernardo do Campo                                      | -                    |
| 2018 |             |            | Em Cartaz Uma Estrela: Carmen Miranda!                                                     |                      |

## Títulos
- Campeã do Grupo I: 2004, 2008, 2009, 2010, 2011, 2012, 2013
- Campeão do Grupo II: 2001